# Бирла (комуна)
Бирла (рум. Bârla) — комуна у повіті Арджеш в Румунії. До складу комуни входять такі села (дані про населення за 2002 рік):
- Афрімешть (283 особи)
- Бедешть (412 осіб)
- Бирла (1146 осіб)
- Брабець (171 особа)
- Зувелкаць (70 осіб)
- Малу (388 осіб)
- Миндра (524 особи)
- Мозеченій-Вале (1057 осіб)
- Подішору (342 особи)
- Урлуєнь (779 осіб)
- Чочешть (476 осіб)
- Шелеряска (207 осіб)

Комуна розташована на відстані 104 км на захід від Бухареста, 47 км на південь від Пітешть, 78 км на схід від Крайови.

## Населення
За даними перепису населення 2002 року у комуні проживали 5855 осіб.
Національний склад населення комуни:
| Національність | Кількість осіб | Відсоток |
| -------------- | -------------- | -------- |
| румуни         | 5851           | 99,9%    |
| угорці         | 1              | < 0,1%   |
| болгари        | 1              | < 0,1%   |

Рідною мовою назвали:
| Мова      | Кількість осіб | Відсоток |
| --------- | -------------- | -------- |
| румунська | 5851           | 99,9%    |
| угорська  | 1              | < 0,1%   |

Склад населення комуни за віросповіданням:
| Релігія       | Кількість осіб | Відсоток |
| ------------- | -------------- | -------- |
| православні   | 5840           | 99,7%    |
| римо-католики | 4              | 0,1%     |
| адвентисти    | 4              | 0,1%     |
| реформати     | 3              | 0,1%     |
| бретрени      | 2              | < 0,1%   |
| лютерани      | 2              | < 0,1%   |